# Aquilegia
Aquilegia је род вишегодишњих биљака из породице Ranunculaceae. Могу се наћи углавном на северној Земљиној полулопти.

## Врсте
1. Aquilegia alpina
2. Aquilegia amaliae
3. Aquilegia apuana
4. Aquilegia aradanica
5. Aquilegia aragonensis
6. Aquilegia atrata
7. Aquilegia atrovinosa
8. Aquilegia atwoodii
9. Aquilegia aurea
10. Aquilegia ballii
11. Aquilegia baltistanica
12. Aquilegia baluchistanica
13. Aquilegia barbaricina
14. Aquilegia barnebyi
15. Aquilegia barykinae
16. Aquilegia bernardii
17. Aquilegia bertolonii
18. Aquilegia blecicii
19. Aquilegia borodinii
20. Aquilegia brevistyla
21. Aquilegia buergeriana
22. Aquilegia canadensis
23. Aquilegia cazorlensis
24. Aquilegia champagnatii
25. Aquilegia chaplinei
26. Aquilegia chitralensis
27. Aquilegia chrysantha
28. Aquilegia coerulea
29. Aquilegia colchica
30. Aquilegia confusa
31. Aquilegia cossoniana
32. Aquilegia × cottia
33. Aquilegia cymosa
34. Aquilegia daingolica
35. Aquilegia desertorum
36. Aquilegia desolaticola
37. Aquilegia dichroa
38. Aquilegia dinarica
39. Aquilegia discolor
40. Aquilegia dumeticola
41. Aquilegia ecalcarata
42. Aquilegia einseleana
43. Aquilegia elegantula
44. Aquilegia euchroma
45. Aquilegia eximia
46. Aquilegia flabellata
47. Aquilegia flavescens
48. Aquilegia formosa
49. Aquilegia fosteri
50. Aquilegia fragrans
51. Aquilegia ganboldii
52. Aquilegia gegica
53. Aquilegia glandulosa
54. Aquilegia gracillima
55. Aquilegia grata
56. Aquilegia grubovii
57. Aquilegia guarensis
58. Aquilegia hebeica
59. Aquilegia hinckleyana
60. Aquilegia hirsutissima
61. Aquilegia hispanica
62. Aquilegia holmgrenii
63. Aquilegia incurvata
64. Aquilegia iulia
65. Aquilegia japonica
66. Aquilegia jonesii
67. Aquilegia kamelinii
68. Aquilegia kansuensis
69. Aquilegia karatavica
70. Aquilegia karelinii
71. Aquilegia kitaibelii
72. Aquilegia kozakii
73. Aquilegia kubanica
74. Aquilegia kurramensis
75. Aquilegia lactiflora
76. Aquilegia laramiensis
77. Aquilegia litardierei
78. Aquilegia longissima
79. Aquilegia lucensis
80. Aquilegia magellensis
81. Aquilegia maimanica
82. Aquilegia marcelliana
83. Aquilegia × maruyamana
84. Aquilegia meridionalis
85. Aquilegia micrantha
86. Aquilegia microcentra
87. Aquilegia microphylla
88. Aquilegia montsicciana
89. Aquilegia moorcroftiana
90. Aquilegia nakaoi
91. Aquilegia nevadensis
92. Aquilegia nigricans
93. Aquilegia nikolicii
94. Aquilegia nivalis
95. Aquilegia nugorensis
96. Aquilegia nuragica
97. Aquilegia ochotensis
98. Aquilegia × oenipontana
99. Aquilegia olympica
100. Aquilegia ophiolithica
101. Aquilegia ottonis
102. Aquilegia oxysepala
103. Aquilegia pancicii
104. Aquilegia parviflora
105. Aquilegia paui
106. Aquilegia pubescens
107. Aquilegia pubiflora
108. Aquilegia pyrenaica
109. Aquilegia reuteri
110. Aquilegia rockii
111. Aquilegia saximontana
112. Aquilegia scopulorum
113. Aquilegia shockleyi
114. Aquilegia sibirica
115. Aquilegia sicula
116. Aquilegia skinneri
117. Aquilegia sternbergii
118. Aquilegia subscaposa
119. Aquilegia synakensis
120. Aquilegia tianschanica
121. Aquilegia transsilvanica
122. Aquilegia turczaninowii
123. Aquilegia tuvinica
124. Aquilegia vicaria
125. Aquilegia viridiflora
126. Aquilegia viscosa
127. Aquilegia vitalii
128. Aquilegia vulgaris
129. Aquilegia wittmanniana
130. Aquilegia xinjiangensis
131. Aquilegia yabeana
132. Aquilegia yangii